# Agadir
Agadir (AFI: /ʔaɡaːdiːr/, in tashelhit ⴰⴳⴰⴷⵉⵔ, in arabo أݣادير o اگادير o أكادير o أغادير · , lett. "Granaio fortificato"), chiamata anche Agadir Irir (in tashelhit ⴰⴳⴰⴷⵉⵔ ⵉⵖⵉⵔ, Agadir Iɣir, in arabo أكادير إيرير) è una città del Marocco centro-occidentale, situata sul costa atlantica, nella regione di Souss, 508 km a sud di Casablanca e 235 km a ovest di Marrakech. Soprannominata "la capitale di Souss", Agadir è il capoluogo della regione amministrativa di Souss-Massa e della prefettura di Agadir-Ida ou Tanane.

## Toponimo
Storicamente la città era conosciuta come Santa Cruz del Cabo Aguer.

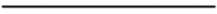

Secondo il censimento del 2014, Agadir contava 421 844 abitanti e la popolazione della prefettura di Agadir Ida-Outanane era di 600 599 abitanti.
Attualmente è di 979 248 abitanti. Nel 1950, invece, era di 10 680 abitanti. Agadir ha registrato una crescita di 18 810 abitanti lo scorso anno, che rappresenta una variazione annua del 1,96%.

## Storia
Fu fondata da marinai portoghesi nel 1505 col nome di Santa Cruz do Cabo de Gué. Nel 1541 divenne territorio del Marocco e nel 1911 al culmine della tensione franco-tedesca la Germania inviò la nave da guerra Panther ad Agadir. L'incidente (noto come la crisi di Agadir) rischiò di scatenare la guerra tra i due paesi e fece sì che la Francia con il trattato di Fez nel 1912 dichiarasse il Marocco suo protettorato, mentre la Germania ottenne parte del Congo francese come compensazione.
Il 29 febbraio 1960 la città venne distrutta da un forte terremoto, nel quale circa 15 000 persone persero la vita. La città attuale venne ricostruita 2 km a sud dell'epicentro ed ora è un porto e località marina con un'ampia spiaggia sabbiosa.

## Geografia fisica

### Clima
Agadir sperimenta un clima subtropicale semiarido, mite e temperato durante tutto l'anno (l'escursione termica annuale è intorno ai 6 gradi), tipico delle coste oceaniche occidentali a latitudini subtropicali e del tutto simile, infatti, a quello di altre aree del globo come la Bassa California o le coste della regione cilena di Atacama. Le estati sono asciutte e gradevolmente calde, con una temperatura massima mediamente intorno ai 26 °C.
Le giornate sono spesso accompagnate da brezza marina e foschie mattutine, che tengono la temperatura piuttosto bassa. Tuttavia il vento di ricaduta proveniente dal Sahara, chiamato Chergui, può innalzare la temperatura oltre i 40 °C (il record assoluto è di 50,4 °C registrati l'11 agosto 2003; si tratta, assieme ai 50,2 °C registrati lo stesso giorno sempre ad Agadir ma da con un'altra rilevazione termometrica, dell'unica temperatura superiore a 50 °C mai misurata in Marocco da una stazione meteo ufficiale). Gli inverni sono brevi e miti, con temperature massime intorno ai 20 °C e moderato apporto pluviometrico (sulla città cade una media di appena 290 mm di pioggia all'anno, tutti concentrati fra ottobre e aprile). La temperatura più bassa mai registrata è di -2,6 °C.
| Agadir                       | Mesi  | Mesi  | Mesi  | Mesi  | Mesi  | Mesi  | Mesi  | Mesi  | Mesi  | Mesi  | Mesi  | Mesi  | Stagioni | Stagioni | Stagioni | Stagioni | Anno    |
| Agadir                       | Gen   | Feb   | Mar   | Apr   | Mag   | Giu   | Lug   | Ago   | Set   | Ott   | Nov   | Dic   | Inv      | Pri      | Est      | Aut      | Anno    |
| ---------------------------- | ----- | ----- | ----- | ----- | ----- | ----- | ----- | ----- | ----- | ----- | ----- | ----- | -------- | -------- | -------- | -------- | ------- |
| T. max. media (°C)           | 20,4  | 21,0  | 22,4  | 21,9  | 23,2  | 24,0  | 26,1  | 26,1  | 26,4  | 25,3  | 23,5  | 20,7  | 20,7     | 22,5     | 25,4     | 25,1     | 23,4    |
| T. media (°C)                | 14,1  | 15,2  | 16,7  | 17,0  | 18,7  | 20,2  | 22,0  | 22,2  | 21,9  | 20,3  | 17,9  | 14,6  | 14,6     | 17,5     | 21,5     | 20,0     | 18,4    |
| T. min. media (°C)           | 7,9   | 9,4   | 10,9  | 12,0  | 14,2  | 16,4  | 18,0  | 18,2  | 17,3  | 15,2  | 12,3  | 8,5   | 8,6      | 12,4     | 17,5     | 14,9     | 13,4    |
| Precipitazioni (mm)          | 45,5  | 42,4  | 31,1  | 25,9  | 3,5   | 1,1   | 0,1   | 0,2   | 3,0   | 25,8  | 52,6  | 60,7  | 148,6    | 60,5     | 1,4      | 81,4     | 291,9   |
| Giorni di pioggia            | 5,4   | 5,6   | 5,1   | 3,7   | 1,4   | 1,3   | 0,2   | 0,4   | 1,6   | 4,1   | 5,3   | 5,3   | 16,3     | 10,2     | 1,9      | 11,0     | 39,4    |
| Ore di soleggiamento mensili | 229,4 | 232,0 | 269,7 | 282,0 | 294,5 | 270,0 | 269,7 | 254,2 | 243,0 | 244,9 | 219,0 | 229,4 | 690,8    | 846,2    | 793,9    | 706,9    | 3 037,8 |

## Società
I più antichi abitanti della zona sono gli Aït Ouguerram, discendenti del marabutto Sidi Boulknadel. La città attrasse poi numerose famiglie dalle colline circostanti a partire dal XVI secolo, in occasione della presenza portoghese. Nel XVIII secolo, la popolazione di Agadir (Ahl Agadir), composta fino ad allora da frazioni di tribù differenti, fu deportata dal sultano Muhammad III a Mogador. La popolazione della casba fu sostituita da gruppi di Ihahan Aït Tamer, maggioritari in molti dei villaggi vicini, mentre Founti accolse Mesguina, Ksima e Ida Ou Tanan. Oltre a questi si stabilirono in città numerose famiglie ebraiche. Nel 1927, la popolazione della casba e di Founti comprendeva circa un migliaio di abitanti. Nello stesso anno, ad Agadir risiedevano poi oltre 1.500 europei, che comprendevano funzionari e militari. Le attività principali, sia tra gli autoctoni che tra gli europei, erano legate alla pesca.
La città di Agadir fu nel corso degli anni del protettorato un centro cosmopolita. Prima del terremoto, su 40.000 abitanti un quarto erano europei. La componente marocchina della popolazione cittadina era anch'essa variegata e comprendeva una comunità ebraica.
Dopo il terremoto del 1960, lo sviluppo industriale e il ruolo amministrativo conferito alla città favorirono un vasto flusso migratorio da tutto il Marocco, in particolare dalle regioni rurali del resto del Sous. Numerosi immigrati giunsero dalle città centrali come Fès e Rabat per impegnarsi nel settore burocratico e numerosi imprenditori e lavoratori dalla regione dell'Al Haouz si integrarono nel settore agroalimentare.

### Lingue e dialetti
La città è linguisticamente mista e comprende una componente maggioritaria berberofona ed una cospicua componente arabofona.
La lingua berbera è parlata nella variante tachelhit, mentre l'arabo parlato ad Agadir è caratterizzato da un livellamento quasi completo alla koinè araba marocchina parlata nelle città principali del resto del Marocco e dalla quasi assenza di tratti dialettali propri a causa delle origini eterogenee degli abitanti arabofoni della città, originari da tutto il Marocco.

### Comunità ebraica
Agadir è sede di un'antica comunità ebraica che accolse nel XVI secolo numerosi sefarditi. La comunità dette i natali ad importanti rabbini, tra i quali Khlifa Ben Malka, Schlomo Pinto e Haïm Pinto. Nel 1774, dopo che il sultano ebbe sottomesso la città, la maggior parte dei suoi abitanti, circa 2.000 persone, sia musulmani che ebrei, furono deportati dalla città e costretti a stabilirsi a Mogador. Tra le principali famiglie ebraiche di Agadir che si stabilirono a Mogador si citano i Guedalla, gli Aflalo e i Pénia, che stringendo stretti rapporti con il sultano, entrarono a far parte del makhzen, divenendone tra i massimi rappresentanti in città.
La comunità si rigenerò nei secoli seguenti, distribuita tra il mellah, situato nella casba, e l'insediamento di Founti. Tra le principali antiche famiglie ebraiche di Agadir si citano gli Edery, i Zafrany, gli Abitbol, i Serraf, i Knafo, i Khalifa, gli Abisror, i Cohen, i Lévy, i Mazzaltarim e gli Abdelhaq. La comunità era costituita per lo più da artigiani, calzolai e piccoli negozianti. Il mellah disponeva di una piccola sinagoga, oltre ad essere sede della tomba di un marabutto. A partire dall'inizio del XX secolo, gli ebrei cominciarono ad abbandonare la casba per trasferirsi nei quartieri nuovi della città, in particolare a Talborjt. Negli anni 1950 gli ebrei avevano completamente abbandonato la casba. La comunità contava 503 membri nel 1936 e 1.500 nel 1951. In seguito al terremoto del 1960, dei 2.300 ebrei, centinaia rimasero vittime; in contemporanea, molte famiglie, parallelamente a quanto avveniva nel resto del Marocco, cominciarono ad emigrare. Molte famiglie ebraiche di Agadir si stabilirono principalmente in Canada, precisamente a Montréal e a Toronto; molti invece emigrarono verso Israele, Francia e Casablanca. Oggi rimangono in città alcune decine di famiglie ebraiche che gestiscono una sinagoga e un cimitero ebraico.

## Cultura

### Tradizioni e folclore

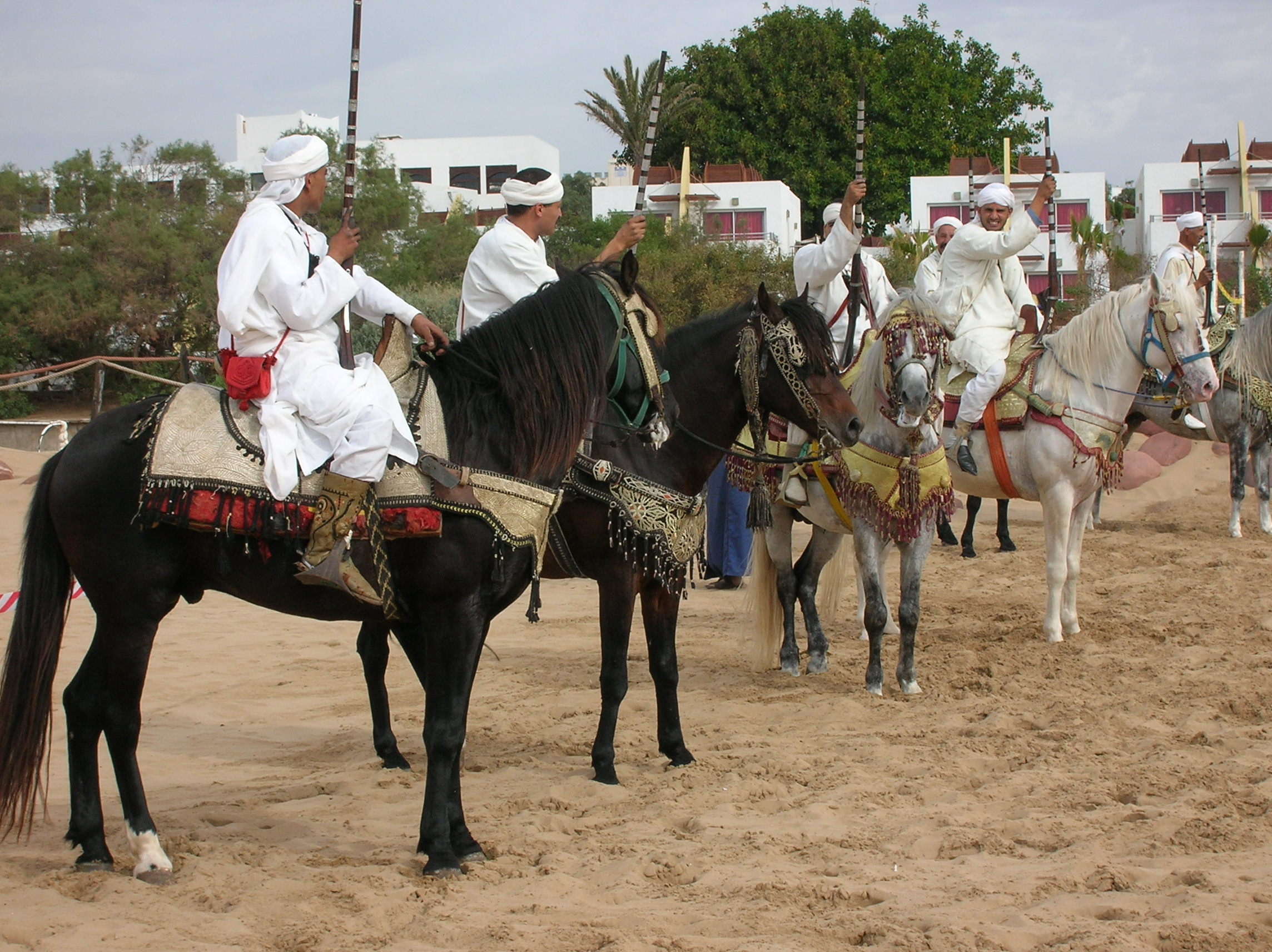
Esibizione fantasia ad Agadir

Storicamente in città sono radicati il culto dei marabutti e le tradizioni sufi, che si rafforzarono nella regione nel XVI secolo, in reazione alla presenza portoghese. Le principali confraternite diffuse in città sono la Tijaniyyah, che disponeva di una piccola zāwiya nella casba e altre disseminate a Founti, Yachech e nei quartieri di Talborjt e di El Batoire, e la Nasiriyya, la cui zāwiya principale per la popolazione di Agadir era condivisa dalla seconda metà del XIX secolo con la tribù dei ksima; altri centri della Nasiriyya avevano sede a Talborjt e nella zona di Yachech.
Tra i principali marabutti di Agadir si cita Sidi Boulknadel, definito l'uomo delle candele, santo patrono di Founti, dei pescatori e degli indigenti. L'edificio della sua zāwiya venne realizzato nel 1875 a Founti per ospitare i discendenti del santo e venne gestito come Ḥabūs. Distrutto nel terremoto del 1960, l'edificio venne ricostruito l'anno seguente con l'aggiunta di un minareto e viene oggi gestito da alcune famiglie di Founti legate storicamente al santuario. Secondo la leggenda, Sidi Boulknadel fu un combattente contro i portoghesi sotto i Sa'diani. Secondo un'altra versione, egli sarebbe stato un sant'uomo gettato nell'oceano da un gruppo di pescatori e che sarebbe ricomparso sotto forma spettrale per tornare a pregare nella sua moschea. La corporazione dei marinai di Founti, che contava una quarantina di membri nel 1927, riservava una quota riservata a Sidi Boulknadel. Il santuario viene visitato ancora oggi, specialmente il venerdì, e viene celebrato annualmente un moussem.
Lalla Sfia, figlia di Sidi Brahim Ou Ali di Tighanimine degli Ida Ou Tanan, fu una donna vissuta nella casba nel corso del XVI secolo, che cadde dall'altura della città insieme alle due sorelle Yamna e Meriem, venendo sepolta nel luogo. Il suo mausoleo fu spostato negli anni 1940, in occasione dei lavori per la Place Bourguignon, e trova oggi sede nel complesso di Sidi Boulknadel.
Il culto di Sidi Abdallah Ou El Hadj è storicamente diffuso tra i marinai, che celebrano annualmente a maggio un mârouf nel quale viene offerto in sacrificio una pecora o un bue. Nei pressi del santuario, situato nelle vicinanze del porto, hanno sede un piccolo cimitero e la tomba di Sidi Mohamed Amzil.
Il santuario di Sidi N'Bir, morto combattendo i portoghesi, venne ricostruito dopo il terremoto dai fedeli ed è al momento in stato di abbandono. Il santuario di Sidi Bourja, di origine Neknafa e combattente contro i portoghesi, è situato ai lati della collina della casba ed è anch'esso in stato di abbandono.
Sidi Boujm'a Agnaou, patrono della locale comunità gnawa, fu un uomo di colore deportato dal Sudan che viveva nella casba lavorando come calzolaio, morto in una cisterna che sarebbe poi divenuta la base del suo santuario, mentre veniva perseguitato dai suoi nemici. Il suo moussem viene celebrato dai gnawa nel mese di Sha'ban al ritmo dei tamburelli e con serpenti a sonagli. Ogni sabato i fedeli tenevano un evento chiamato Allailat, nella quale venivano praticate danze esorcizzanti. Il suo santuario, distrutto nel terremoto, venne ricostruito poco dopo sul sito precedente e viene visitato tutt'oggi da donne sterili e malati mentali.
Lalla Yamna secondo la tradizione orale fu la sorella di Lalla Sfia e figlia di Sidi Brahim Ou Ali, giunto nella casba nel XVI secolo. Il santuario di Lalla Yamna, situato nella casba, veniva visitato dalle donne sterili ed era affiancato da quello di Sidi M'hand. Distrutto anch'esso dal terremoto, il santuario venne ricostruito nel 1977.
Tra gli altri marabutti della zona di Agadir si citano Sidi Boutini, Sidi Tounsi, gli Aït El Ghezoua, Sidi Ahmed Ou Mohand, Sidi El Ghazi Ou Hmad, Sidi Sahnoun, Sidi Bel Abbès e Sidi Bou Jaffar.
Tra le principali antiche festività tipiche di Agadir si citano i già citati moussem dedicati ai marabutti, i R'ma, gli ahwach, che a Founti all'inizio del XX secolo venivano ospitati dalla famiglia degli Iboudraren, e varie processioni, come quelle degli issawa e dei gnawa. Come in gran parte della regione, in città sono praticate la tradizione folcloristica del bujlud e le esibizioni fantasia.

## Economia
Agadir si trova in una zona mineraria ricca di cobalto, manganese e zinco che vengono imbarcati nel suo porto.
Il turismo, la pesca e la lavorazione del pesce sono le attività economiche più rilevanti.
Negli ultimi anni l'attività turistica ha subito un forte aumento per merito della costruzioni di ampie strutture turistiche nella periferia della città.

## Infrastrutture e trasporti
Vi si trova l'aeroporto di Al Massira.

## Altre località
- A 16 km lungo la costa a nord si trova il villaggio berbero di Taghazout
- A 13 km lungo la costa a nord si trova il villaggio di Tamraght

## Galleria d'immagini

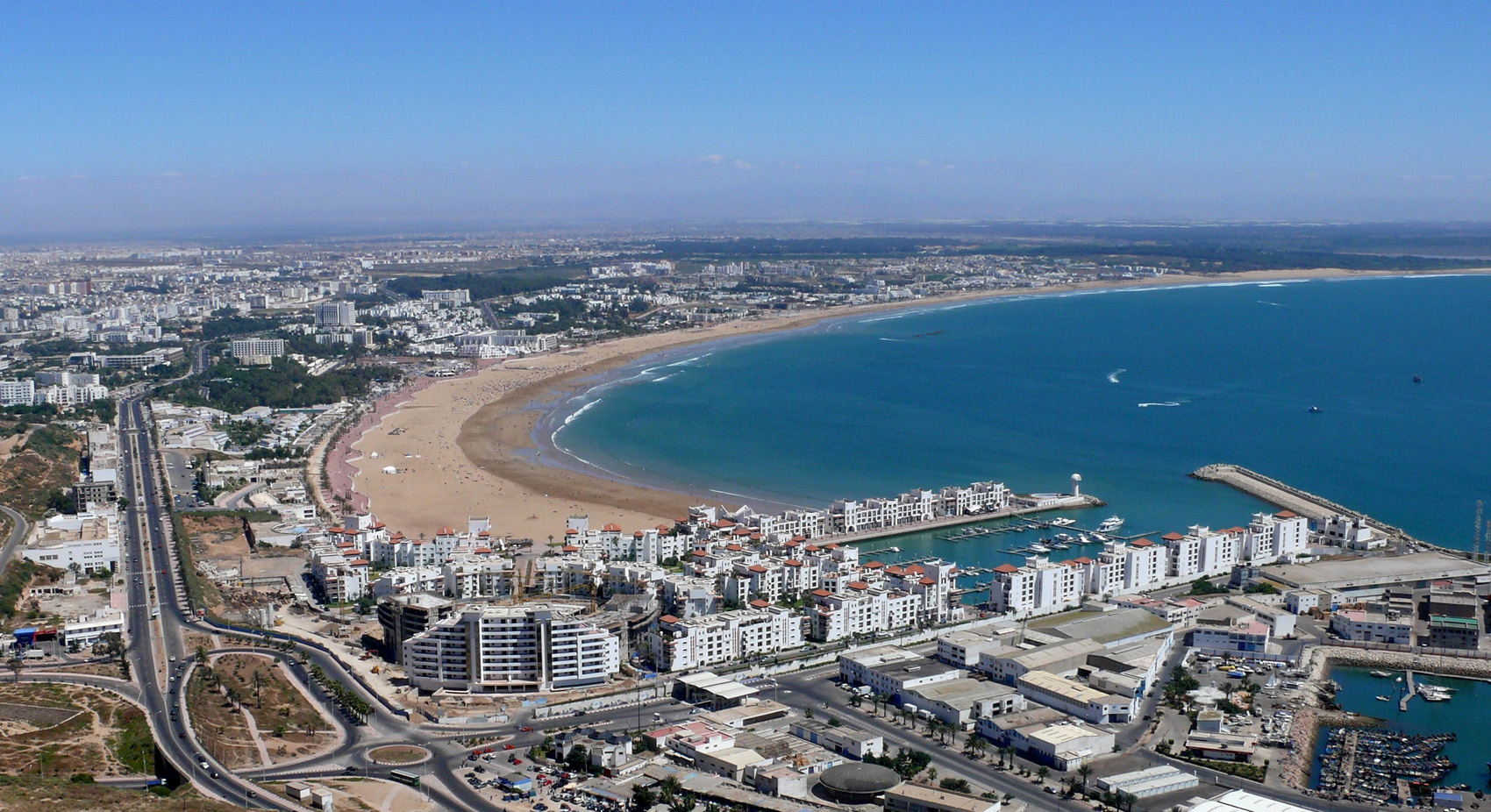
Panorama della città di Agadir
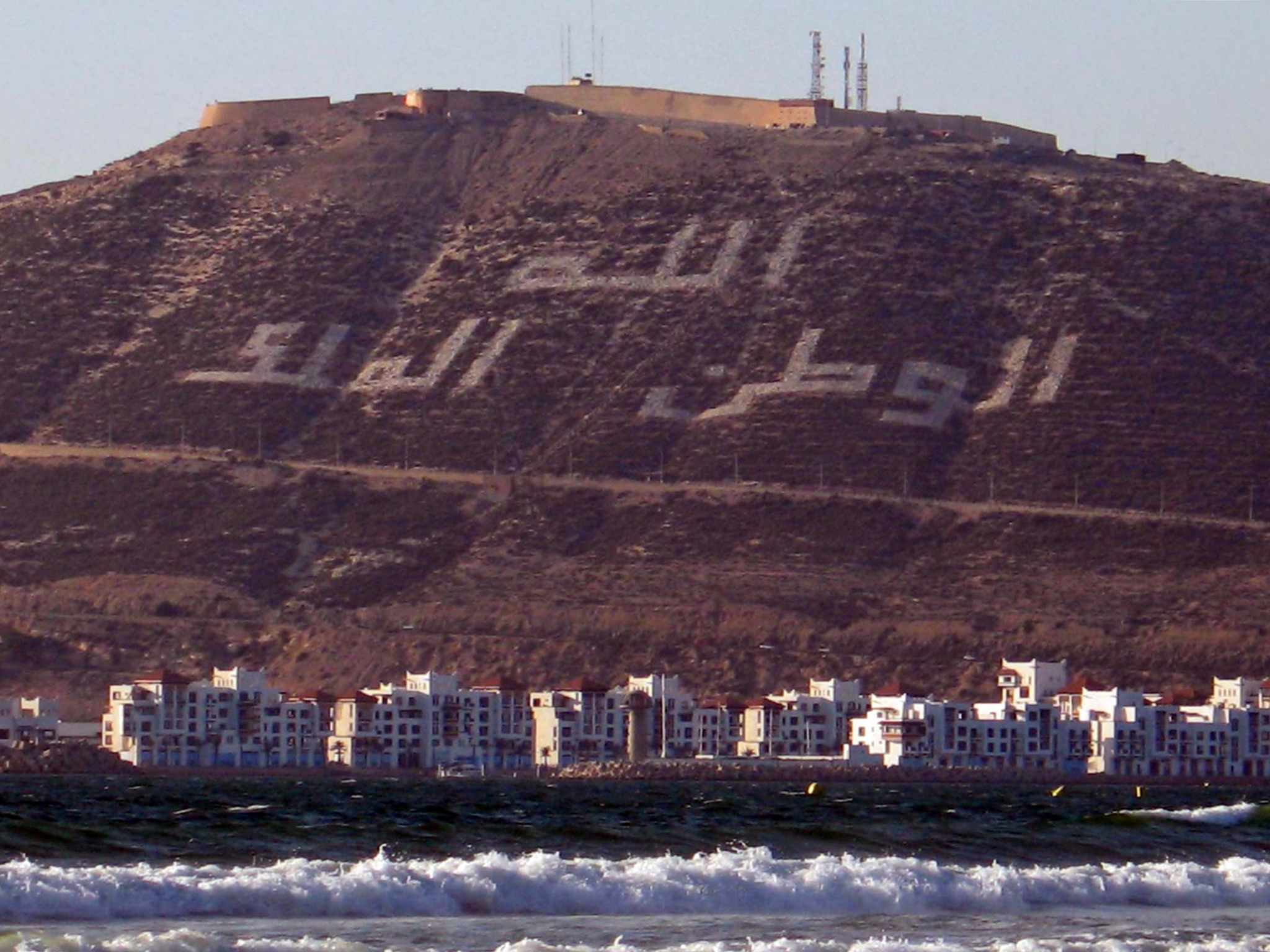
Veduta della collina su cui sorgeva la città di Agadir prima del terremoto dalla spiaggia dell'odierna Agadir. È visibile il motto del Marocco Dio, Patria, Re in caratteri arabi
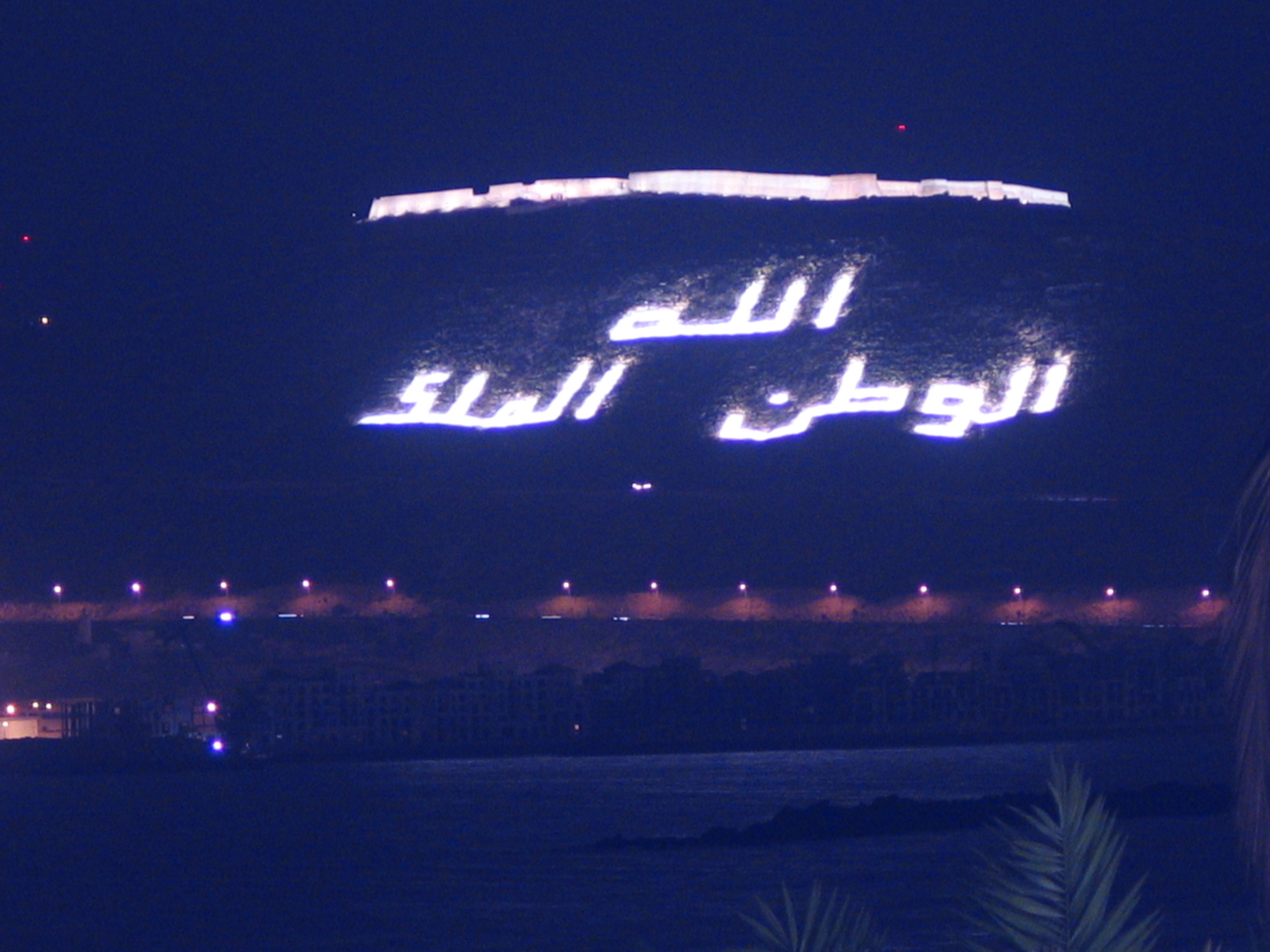
Il motto del Marocco nella collina illuminata di notte
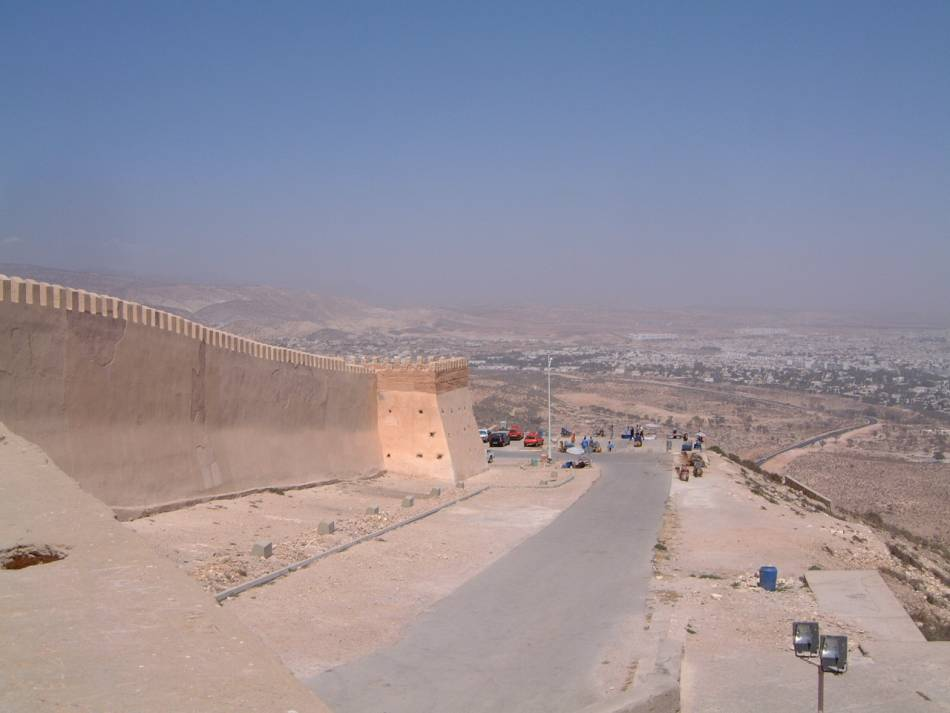
Discesa verso la città
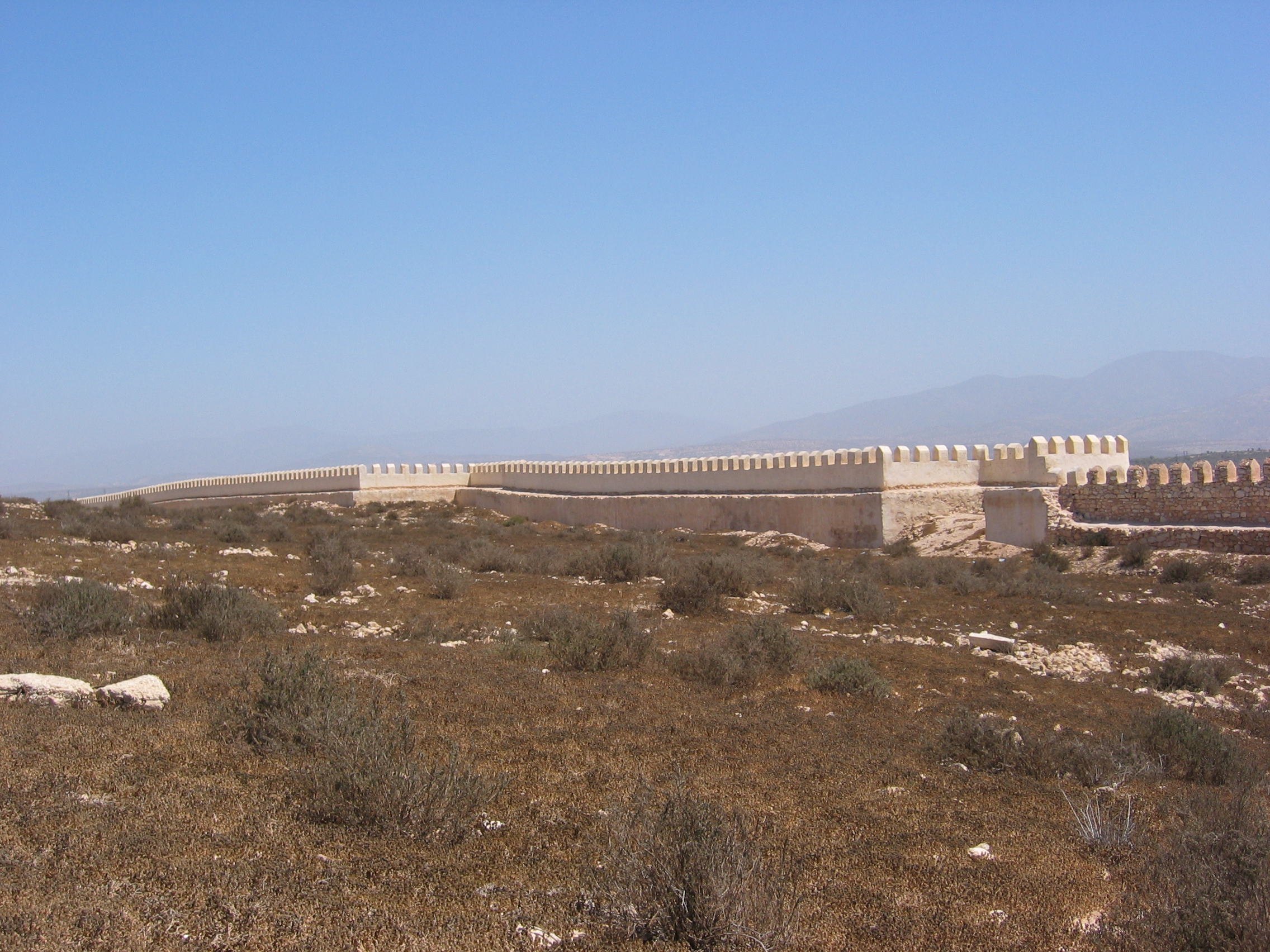
Mura della kasbah
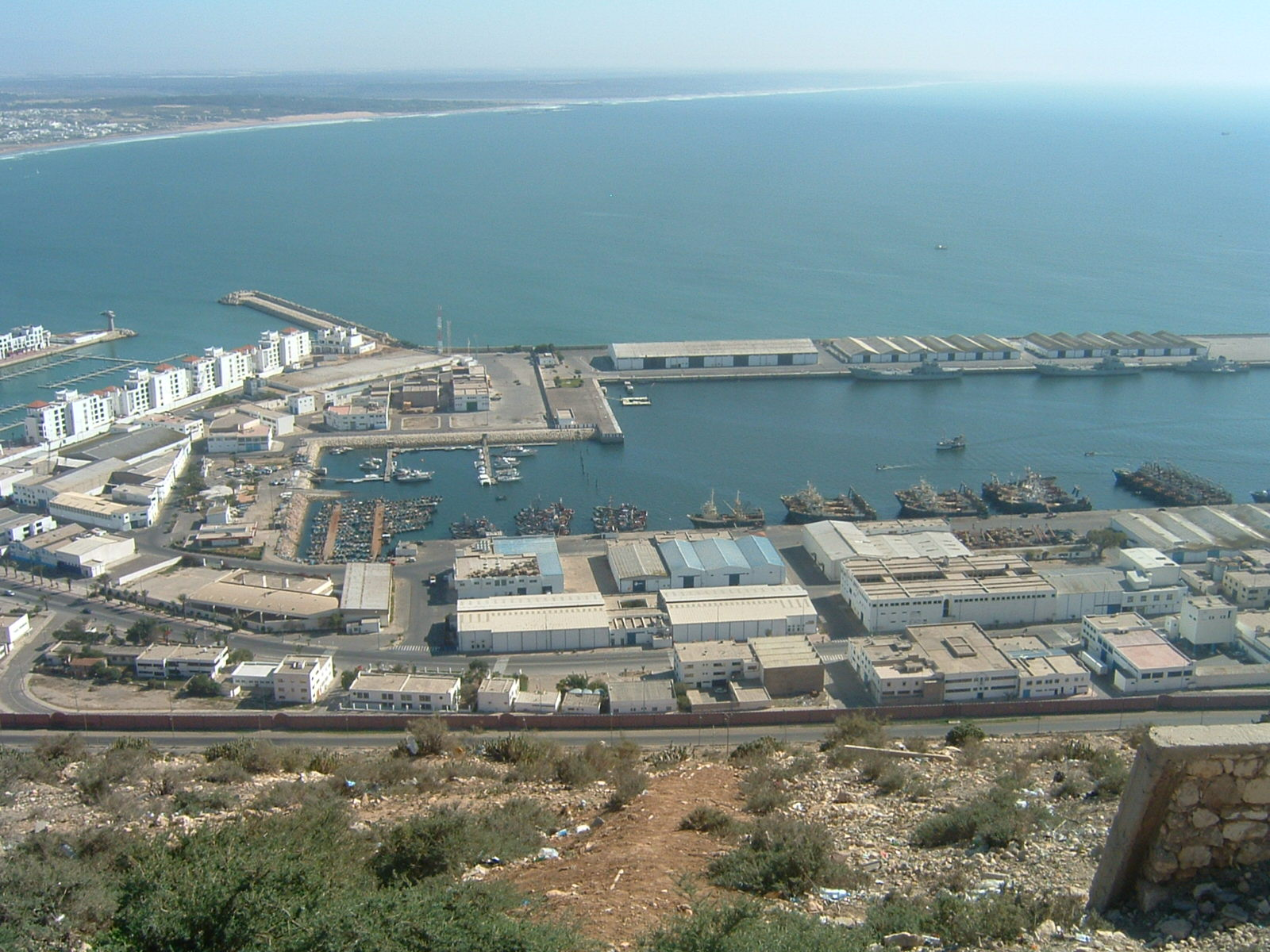
Porto
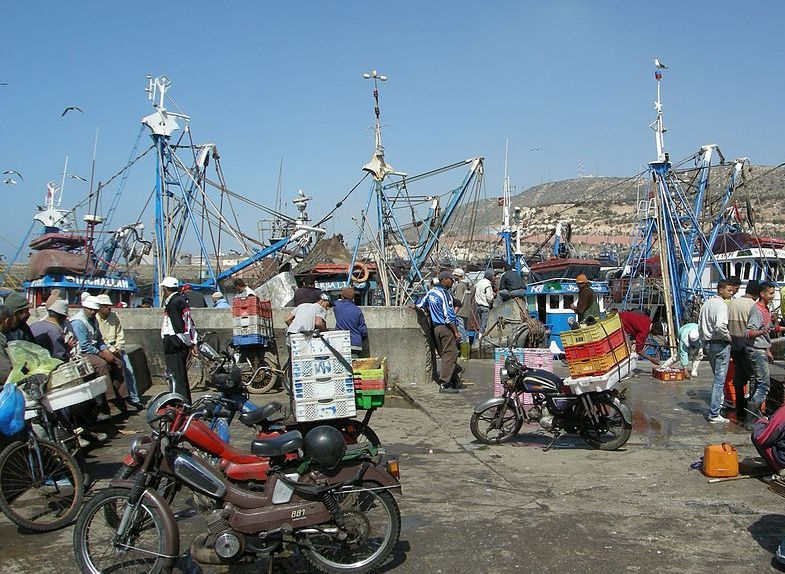
Porto di pesca
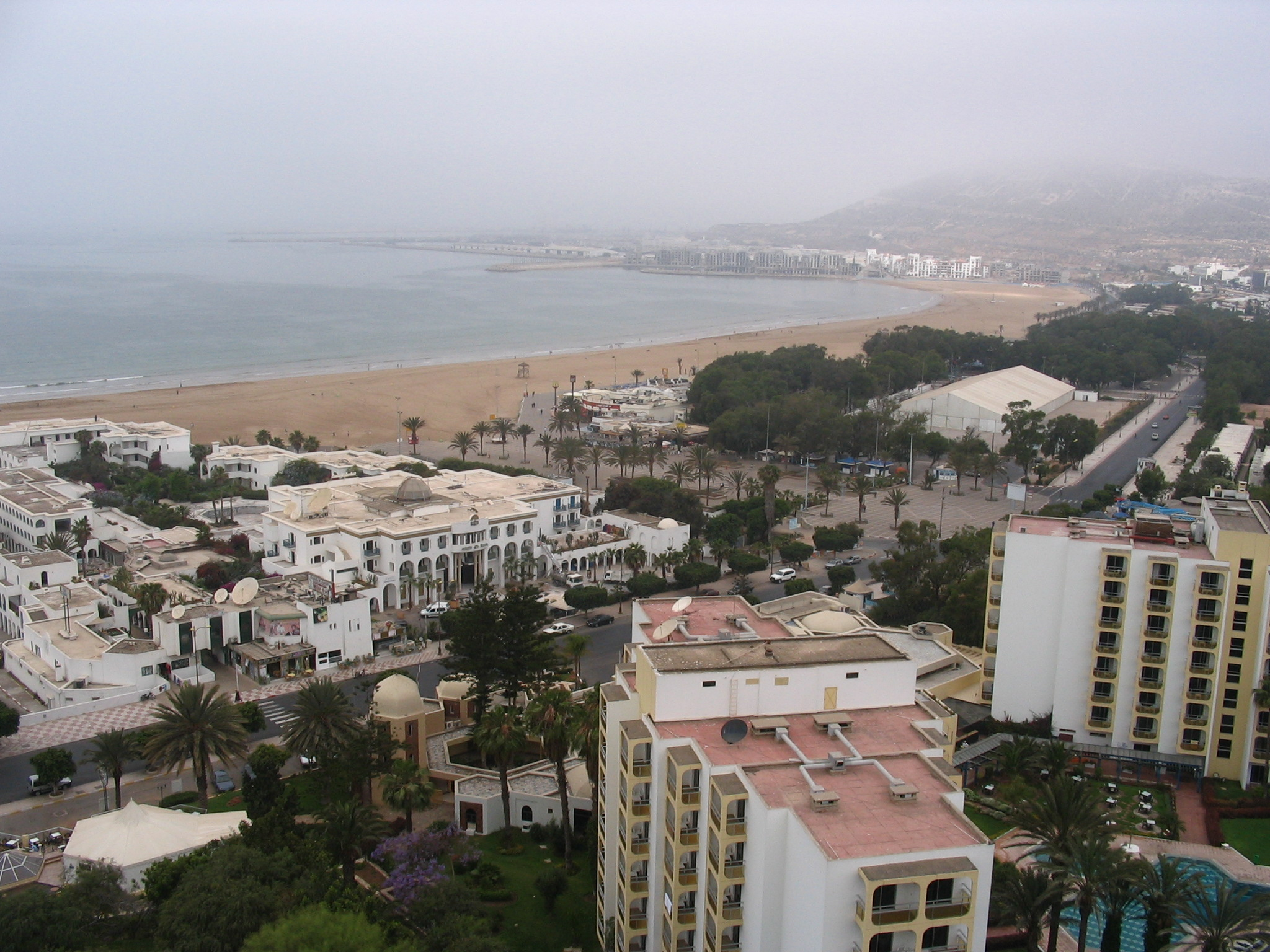
Alberghi
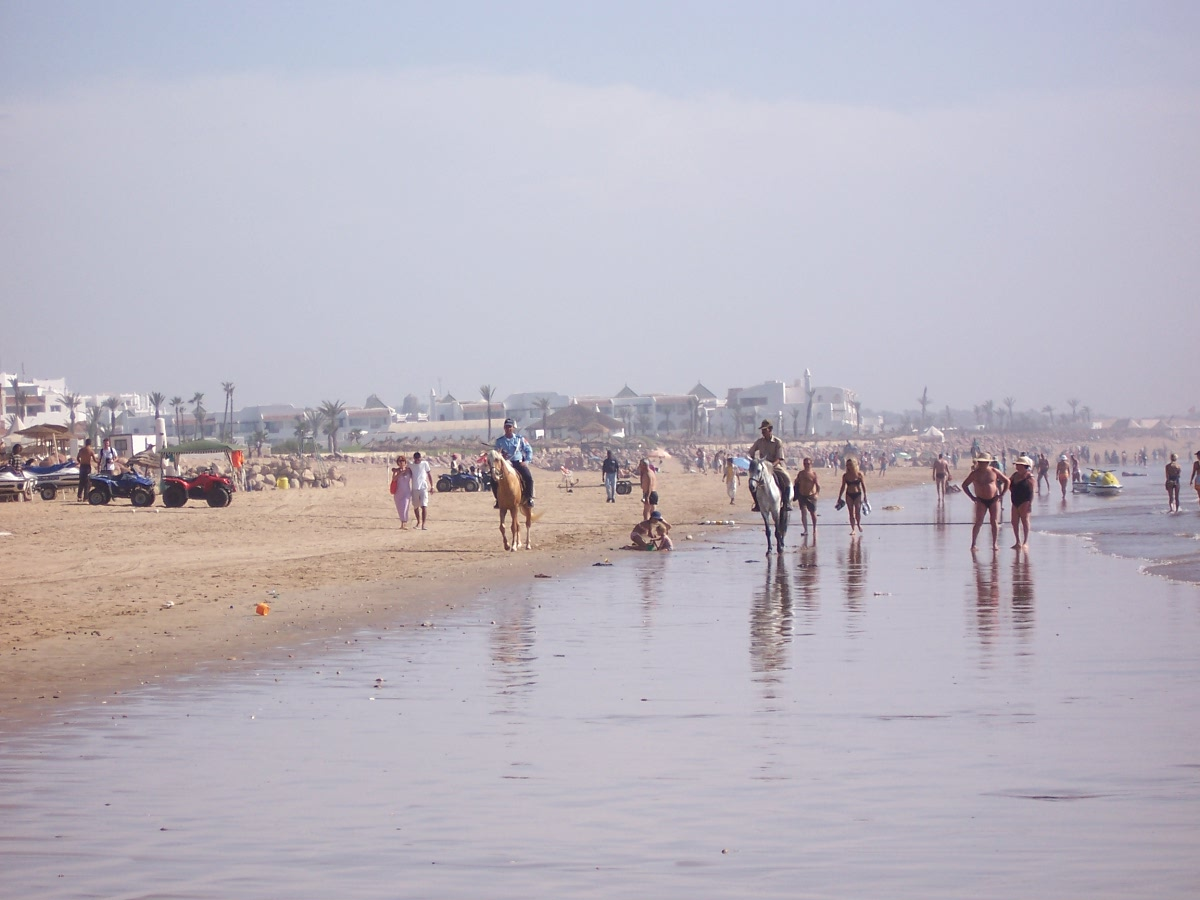
Spiaggia di Agadir
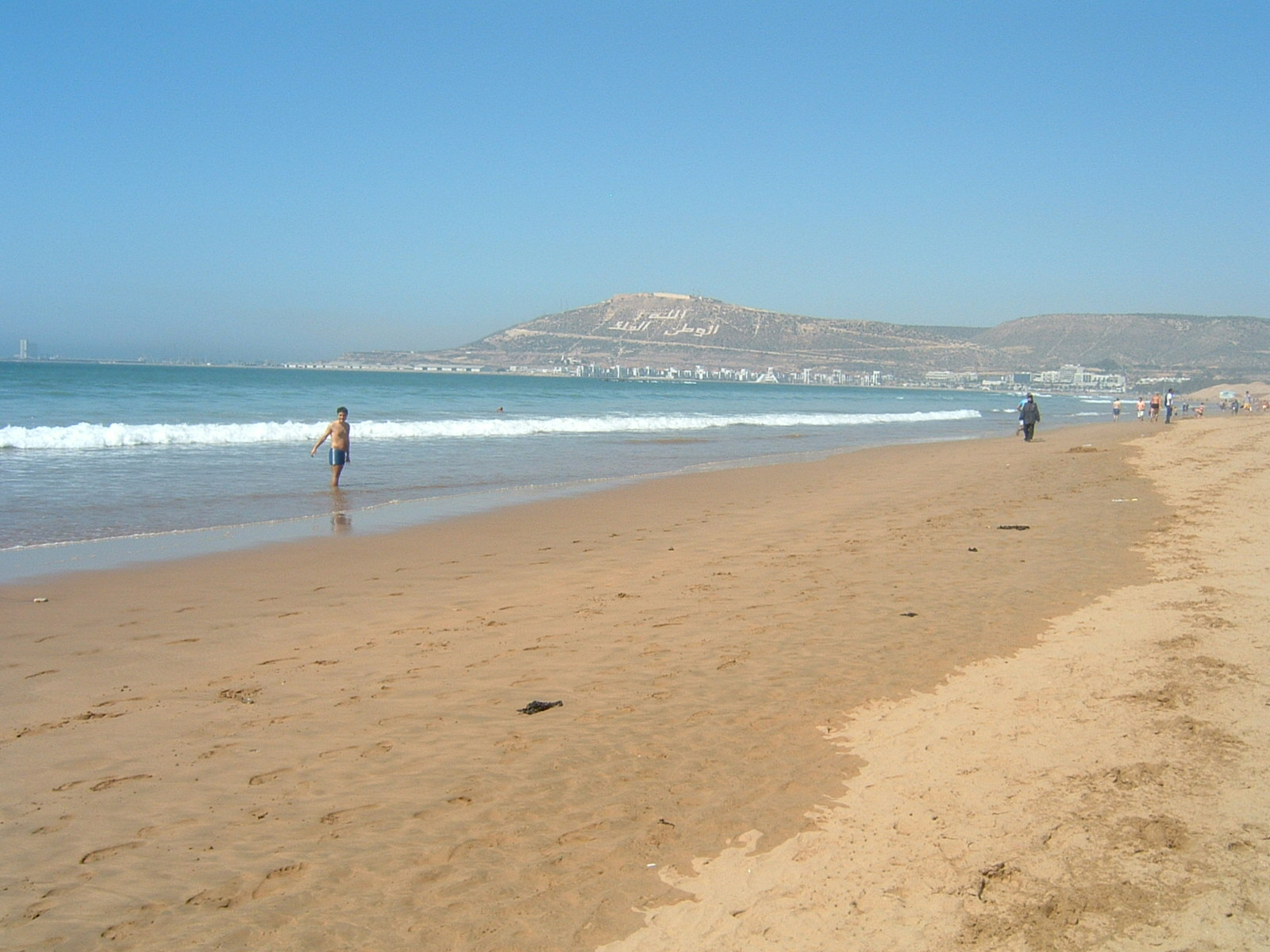
Spiaggia e sullo sfondo il colle